# Stretto di Bougainville
Lo stretto di Bougainville è un braccio di mare che separa l'isola di Choiseul, parte delle Isole Salomone, dall'isola di Bougainville, appartenente alla Papua Nuova Guinea. Il primo europeo ad attraversare lo stretto fu Louis Antoine de Bougainville nel 1768, al quale venne poi attribuito il nome del passaggio. Il tenente John Shortland della Royal Navy attraversò lo stretto nel 1788, dando il nome di Isole del Tesoro alle numerose isole che si trovano nello stretto.  Shortland chiamò lo stretto con il proprio nome, ma col tempo divenne noto come Stretto di Bougainville.
Lo stretto fa parte della rotta di navigazione  utilizzata dalle navi mercantili tra lo stretto di Torres e il canale di Panama, rappresentando una delle principali rotte mercantili attraverso l'arcipelago delle Isole Salomone. Le altre due rotte sono quella dello stretto della Nuova Georgia e lo stretto Indispensable, che collegano il Pacifico, il Mare delle Salomone e il Mar dei Coralli, e lo stretto di Manning, che mette in comunicazione il Pacifico con lo stretto della Nuova Georgia, noto anche come The Slot. Quest’ultimo fu strategico durante la guerra del Pacifico, poiché le navi della Marina imperiale giapponese lo utilizzavano per rifornire la guarnigione di Guadalcanal.